# قسم الإيقاع (فلم 2020)
قسم الإيقاع (بالإنجليزية: The Rhythm Section) فيلم أكشن، وإثارة، وغموض إنتاج مشترك أمريكي - بريطاني لعام 2020 من إخراج ريد مورانو، وسيناريو مارك بورنيل، مستوحى من روايته التي تحمل نفس العنوان. الفيلم من بطولة بليك ليفلي، وجود لو، وستيرلنج ك. براون.
الفيلم يتابع امرأة حزينة تسعى للانتقام بعد اكتشافها أن تحطم الطائرة التي أودت بحياة عائلتها كان هجومًا إرهابيًا.
صدر «قسم الإيقاع» في الولايات المتحدة في 31 يناير 2020 لشركة باراماونت بيكتشرز، وتلقى آراء متباينة من النقاد، الذين أشادوا بشكل عام بأداء بليك ليفلي ولكنهم كانوا حاسمين تجاه القصة وتطورها. كان الفيلم عبارة عن قنبلة شباك التذاكر، حيث شهد أسوأ عطلة نهاية أسبوع افتتاحية على الإطلاق لفيلم تم عرضه في أكثر من 3000 دور عرض، مع توقع خسارة باراماونت 30-40 مليون دولار.

## طاقم التمثيل
- بليك ليفلي: في دور ستيفاني باتريك (سيدة فقدت عائلتها في حادث طائرة، وتتخذ هوية القاتلة المستقلة بيترا رويتر)
- جود لو: في دور إيان بويد (عميل سابق بالمخابرات البريطانية إم 16)
- ستيرلينج ك. براون: في دور مارك سيرا (ضابط سابق في وكالة المخابرات المركزية)
- ماكس كاسيلا: في دور جيلر
- جيف بيل: في دور جرين
- ريتشارد بريك: في دور ليمانز
- رضا جافري: في دور كيث بروكتور (صحفي تحقيقات مستقل)
- توفيق برهوم: في دور رضا محمد
- ناصر معمارزيا: في دور سليمان كايف
- أميرة غزالة: في دور عليا كايف
- ديفيد دوغان: في دور ديفيد باتريك
- ماتيلدا زيجلر: في دور مونيكا باتريك
- بيل أوكونيل: في دور أندرو باتريك
- روبرت مولينز:" في دور إيرول
- إيفانا بيسك: في دور أوكسانا
- إيرما مالي: في دور ناتاليا

## أحداث الفيلم
تصبح ستيفاني باتريك (بليك ليفلي)، بعد ثلاث سنوات من وفاة عائلتها في حادث تحطم طائرة، مدمنة على المخدرات في لندن، وتعمل بالدعارة. يتصل بها الصحفي كيث بروكتور (رضا جافري)، الذي يعتقد أن تحطم الطائرة كان هجومًا إرهابيًا تسترت عليه الحكومة. تبتعد ستيفاني عن بيت الدعارة، وتبدأ تعيش مع بروكتور وتدرس بحثه عن الحادث، والذي يوضح أن الحادث نجم عن قنبلة صنعها رجل يدعى رضا (توفيق برهوم)، يدرس في الجامعة في لندن. تشتري ستيفاني مسدسًا وتجد رضا، لكنها لا تستطيع حمل نفسها على إطلاق النار عليه، وبعد ساعات، تعود إلى شقة بروكتر وتجده مقتولاً. من خلال ملاحظات شركة بروكتر، تكتشف ستيفاني ان مصدر معلوماته كانت من عميل سابق بالمخابرات البريطانية ام 16، اسمه جود لو (إيان بويد).
تسافر ستيفاني إلى اسكتلندا وتجد بويد يعيش في عزلة؛ وبعد أن توضح أنه ليس لديها ما تخسره وتريد الانتقام، يوافق بويد على مضض على تدريبها لمطاردة رضا. يوضح بويد أن رضا تم استئجاره من إرهابي معروف فقط باسم (يو 17) والذي أسقط الطائرة لقتل المصلح المسلم الليبرالي عبده كايف، ويقوم سليمان والد كايف بتمويل تحقيق شركة بروكتر في الحادث. تتدرب «ستيفاني» لشهور لتحمل هوية بيترا رويتر، القاتلة التي قتلت بويد ولم يتم العثور على جثته، وبصفتها بترا، يرسلها بويد إلى مدريد للعثور على مارك سيرا (ستيرلينج ك. براون) العميل السابق في وكالة المخابرات المركزية، والذي تحول إلى وسيط معلومات، والذي قد يقودها إلى (يو 17). تطلب ستيفاني من سليمان تمويل مهمتها؛ ويرفض لكن علياء والدة كايف تعرض عليها المال. تنفذ ستيفاني سلسلة اغتيالات تستهدف المتآمرين في العملية الإرهابية التي راح ضحيتها عائلتها. يكشف العميل سيرا، أخيرًا، أن فريق يو 17، ليس سوى رضا، لذلك تتعقبه ستيفاني، وتتركه ليموت في تفجير حافله، وتعود إلى سيرا لتقتله بحقنة في منزله، بعد أن أدركت منذ فترة طويلة أن سيرا كان تابع ليو 17، طوال الوقت، وكان يستخدمها لقتل جميع الصلات المعروفة به. يواجه بويد ستيفاني في لندن بعد أسبوعين، ويكشف عن أنه سيسمح له بالعودة إلى ام 16 إذا تمكن من العثور على «بترا» التي عادت للظهور حديثًا والقضاء عليها. تبتعد ستيفاني بعد تحذيرها من الاختفاء، وبعد أن وجدت السلام أخيرًا.

## استقبال الفيلم
كان من المتوقع أن يصل دخل شباك التذاكر إلى إجمالي 9-12 مليون دولار من 3049 دوراً للعرض في عطلة نهاية الأسبوع الافتتاحية، ومع ذلك، بعد تحقيق 1.2 مليون دولار فقط في اليوم الأول، تم تخفيض التوقعات إلى 3 ملايين دولار. ربح الظهور لأول مرة 2.8 مليون دولار، مسجلاً أسوأ عطلة نهاية أسبوع افتتاحية على الإطلاق لفيلم يتم عرضه في أكثر من 3000 داراً للعرض، ومن المقدر أن يخسر استوديو الفيلم ما بين 30-40 مليون دولار. حقق الفيلم مليون دولار في عطلة نهاية الأسبوع الثانية، ثم حقق في نهاية الأسبوع الثالث 25602 دولارًا، وتم سحبه من 2955 دوراً للعرض، مسجلاً أكبر انخفاض في نهاية الأسبوع الثالث في التاريخ.
منح موقع الطماطم الفاسدة الفيلم تقييماً مقداره 28% بناءاً على آراء 180 ناقداً سينمائياً، وكتب إجماع نقاد الموقع: «يقدم بليك ليفلي أداءً فنييًا مثيرًا للإعجاب.. الفيلم يتأرجح بشكل متوقع من خلال قصة كان من الممكن أن تكون قد استخدمت بعض الحزم البراقة»، ومنح موقع ميتاكريتيك الفيلم تقييماً مقداره 45% بناءاً على آراء 36 ناقداً فنياً.
منحت الجماهير، التي استطلعت آراؤهم شركة سينما سكور، الفيلم درجة "+C" على مقياس من +A إلى F ، بينما كتبت بوست تراك ان الفيلم حصل على 2.5 نجمة من أصل 5 نجوم في استطلاعات الرأي الخاصة بها، حيث قال 35٪ من الأشخاص أنهم يوصون بمشاهدته بالتأكيد.
أشار بيتر ديبروج، الذي نقد الفيلم في مجلة فارايتي إلى أن ستيفاني، على عكس البطلات القاتلات، أظهرت عدم كفاءة... يجعلها لا تقترب إلا قليلاً جدًا من القتلة السينمائيين".

## روابط خارجية
- قسم الإيقاع على موقع IMDb (الإنجليزية)
- قسم الإيقاع على موقع ميتاكريتيك (الإنجليزية)
- قسم الإيقاع على موقع روتن توميتوز (الإنجليزية)
- قسم الإيقاع على موقع نتفليكس (الإنجليزية)
- قسم الإيقاع على موقع قاعدة بيانات الأفلام العربية
- قسم الإيقاع على موقع ألو سيني (الفرنسية)
- قسم الإيقاع على موقع أول موفي (الإنجليزية)
- قسم الإيقاع على موقع بوكس أوفيس موجو (الإنجليزية)
- قسم الإيقاع على موقع فيلمافينيتي (الإسبانية)
- قسم الإيقاع على موقع قاعدة بيانات الفيلم (الإنجليزية)